# 矢作橋站
矢作橋站（日语：／ Yahagibashi eki */?）是位於愛知縣岡崎市矢作町馬乘，屬於名古屋鐵道（名鐵）名古屋本線的鐵路車站。車站編號為NH15。

## 車站構造
島式、對向式2面3線月台的地面車站，月台可容納8節車廂。另有一條側線。
| 月台 | 路線       | 方向 | 目的地               | 備註   |
| ---- | ---------- | ---- | -------------------- | ------ |
| 1    | 名古屋本線 | 下行 | 金山、名鐵名古屋方向 | 待避線 |
| 2    | 名古屋本線 | 下行 | 金山、名鐵名古屋方向 | 本線   |
| 3    | 名古屋本線 | 上行 | 東岡崎、豐橋方向     |        |

### 配線圖
| ← 東岡崎、 豐橋方向 | 名古屋鐵道 矢作橋站 構內配線略圖 | → 名古屋、 岐阜、 犬山方向 |
| 图例 参考文献：     |                                  |                            |

## 使用情況
- 根據岡崎市統計資料，以下為近年1日平均上下車人次列表[3]：

| 年度   | 1日平均 上下車人次 |
| ------ | ------------------ |
| 2006年 | 2,811              |
| 2007年 | 2,885              |
| 2008年 | 2,923              |
| 2009年 | 2,941              |
| 2010年 | 3,014              |
| 2011年 | 3,064              |
| 2012年 | 3,174              |
| 2013年 | 3,237              |
| 2014年 | 3,195              |
| 2015年 | 3,263              |
| 2016年 | 3,244              |
| 2017年 | 3,325              |
| 2018年 | 3,477              |

## 相鄰車站
名古屋鐵道
 名古屋本線
□快速特急、■特急、■急行
通過
■急行（一部分列車停靠）、■準急
東岡崎（NH13）－矢作橋（NH15）－新安城（NH17）
■普通
岡崎公園前（NH14）－矢作橋（NH15）－宇頭（NH16）

## 外部連結
- 矢作橋 - 名古屋鐵道